# Tridepia nova
Tridepia nova är en fjärilsart som beskrevs av Smith. Tridepia nova ingår i släktet Tridepia och familjen nattflyn. Inga underarter finns listade i Catalogue of Life.